# 重庆轨道交通
重庆轨道交通（英語：Chongqing Rail Transit，缩写CRT），简称重庆轨道、重庆轨交，是服务于中华人民共和国重庆市的城市轨道交通系统，包含单轨、地铁、云巴、市郊列车、直快列车等多种轨道交通形式。
重庆轨交早期主要由重庆市轨道交通集团建设运营，现有多家公司参与建设运营。截至2025年1月，重庆轨道交通已开通环线、1–6号线、9号线、10号线、18号线、国博线、江跳线、壁铜线，而7号线、15号线、17号线、24号线、27号线等线路则正在建设中。截止2025年2月，重庆轨道交通总运营里程已达557.87公里，居西部城市次位，中国第六位。全网日均客运量近365万人次，日均开行班次2205次。目前单日最高客运量纪录是2024年12月31日的614.8万人次。
目前重庆轨道交通已建成或建设中的线路采用跨座式单轨（2号线、3号线）及地铁（传统钢轮钢轨铁路，其余线路）两种制式，两种制式在建设成本、适宜环境、噪音控制、速度运力等方面各有不同。于2004年11月6日開始載客运营的重庆轨道交通2号线，是中国首条跨座式单轨线路，也是西部地区第一条城市轨道交通线路。2号线用40年的271亿日本政府提供的政府间发展援助（ODA）日元贷款建设。重庆轨道交通1号线是山城重庆开通运营的第一条钢轨轨道交通线路，重庆轨道交通3号线是中国第一条跨越长江的城市轨道交通线路，重庆轨道交通5号线是全球第一条实现城市轨道交通互联互通的地铁线路。

## 运营线网
重庆轨道交通线网现时由单轨、地铁两种制式的线路组成，并有计划开行能与地铁直通的都市快轨拓展线网的服务范围。
- 单轨：重庆轨道交通2、3号线为单轨（即跨座式单轨）制式的城市轨道交通，习惯上又被市民称为轻轨，但并非准确意义上的轻轨，从路权标准来看，单轨拥有完全封闭的专有路权，而从小时最大运送能力来看，属中大量运送能力轨道交通，因此不符合国际上通用的轻轨的定义，而属于地铁，重庆轨道集团为此于2019年12月9日发文澄清两线并非轻轨[4]。重庆市6节编组单轨载客量1342人、8节编组单轨载客量为1802人。
- 地铁：重庆轨道交通环线、1、4、5、6、9、10号线均属于传统的钢轮钢轨地铁制式的城市轨道交通。其中1、6号线采用6节B型钢轮钢轨列车，载客量2062人；环线、4、5、9、10号线初期采用6节As型钢轮钢轨列车，载客量2322人。其中，环线、5、9、10号线远期预留7节编组车运营条件。
- 都市快轨：重庆在主城区至璧山、铜梁、合川、江津等城市间之间规划建设区域铁路，被称为重庆都市快轨[5]。都市快轨将采用钢轮钢轨制式，采用双流制都市快轨列车[6]，能够兼容直流和交流两种受电模式，速度比地铁更快，站距也比市内地铁车站站距更大，运营方为重庆铁路集团。

线路列表中，采用国内通行做法，即车站数量只计已开通运营的车站数量，换乘站重复计算。
| 线路名称 | 起点站   | 终点站           | 首段启用   | 最近延伸   | 车站数目 | 换乘站数目 | 运营长度 （公里） | 列车编组 | 备注                                                  |
| -------- | -------- | ---------------- | ---------- | ---------- | -------- | ---------- | ----------------- | -------- | ----------------------------------------------------- |
| 环线     | 环线     | 环线             | 2018-12-28 | 2023-10-07 | 33       | 12         | 50.88             | 6As      |                                                       |
| 1号线    | 朝天门   | 璧山             | 2011-07-28 | 2020-12-31 | 25       | 12         | 45.34             | 6B       |                                                       |
| 2号线    | 较场口   | 鱼洞             | 2004-12-28 | 2014-12-30 | 25       | 8          | 31.36             | 单轨6/8  |                                                       |
| 3号线    | 鱼洞     | 江北机场T2航站楼 | 2011-09-29 | 2012-12-28 | 39       | 12         | 67.09             | 单轨6/8  |                                                       |
| 空港线   | 碧津     | 举人坝           | 2016-12-28 | 不適用     | 7        | 1          | 67.09             | 单轨6    | 3号线支线，目前独立运营但偶有不定期车次与主线直通运营 |
| 4号线    | 民安大道 | 黄岭             | 2018-12-28 | 2023-10-07 | 24       | 5          | 48.5              | 6As      |                                                       |
| 5号线    | 悦港北路 | 跳磴             | 2017-12-28 | 2023-11-30 | 32       | 8          | 48.66             | 6As      |                                                       |
| 江跳线   | 跳磴     | 圣泉寺           | 2022-08-06 | 不適用     | 7        | 1          | 26.3              | 6As      | 部分车次与5号线直通                                   |
| 6号线    | 茶园     | 北碚             | 2012-09-28 | 2025-06-27 | 31       | 11         | 70.1              | 6B       |                                                       |
| 6号线    | 劉家坪   | 重庆东站         | 不適用     | 2025-06-27 | 31       | 11         | 70.1              | 6B       | 6号线支线，目前完全独立运营，未來將貫通主線運營       |
| 国博线   | 礼嘉     | 沙河坝           | 2013-05-15 | 2020-12-31 | 13       | 3          | 26.58             | 6B       | 6号线支线，目前完全独立运营                           |
| 9号线    | 高滩岩   | 花石沟           | 2022-01-25 | 2023-01-18 | 29       | 12         | 39.81             | 6As      |                                                       |
| 10号线   | 兰花路   | 王家庄           | 2017-12-28 | 2023-11-30 | 26       | 15         | 43.26             | 6As      |                                                       |
| 18号线   | 富华路   | 跳磴南           | 2023-12-28 | 不適用     | 19       | 6          | 28.96             | 6As      |                                                       |
| 璧铜线   | 璧山     | 铜梁西           | 2025-01-02 | 不適用     | 8        | 1          | 37.5              | 4D       |                                                       |
| 总计     | 总计     | 总计             | 总计       | 总计       | 313      |            | 568.87            |          |                                                       |

### 环线
标识色：■柠檬黄
环线工程于2013年10月正式开工，于2018年开通东北环（重庆图书馆－重庆北站南广场－海峡路），2019年开通西南环二郎段（海峡路－二郎），2021年开通剩余段（重庆图书馆－重庆西站－二郎），2023年10月7日全线开通。建设总长度约50.93公里，设车站33座。轨道交通环线起于沙坪坝区规划建设的重庆西站，经沙坪坝城区、江北城区，利用朝天门长江大桥下层轨道交通专用通道跨长江，过长江后向南经弹子石、上浩、海棠溪、罗家坝、四公里后沿海峡路向西，经大石坝立交，利用鹅公岩轨道交通专用桥跨长江，过江后经九龍坡城区、石桥铺后向西回到起点重庆西站。该线路采用6节编组As型地铁列车。
- 环线列车通过高家花园轨道专用桥
- 重庆图书馆站厅
- 沙坪坝站厅

### 1号线
标识色：■石榴红
1号线是重庆市建成投入使用的首条钢轮钢轨地铁线路，开启了重庆轨道交通的换乘时代。
1号线线路识别色为石榴红色，采用6节编组B型地铁列车，全长约46公里。一期工程为朝天门至沙坪坝，长16.5公里；二期工程为沙坪坝至大学城，长20.2公里。一期工程于2007年6月开工，于2011年7月28日通车，二期工程于2012年12月20日建成通车。续建的大学城至尖顶坡区间，向西延伸约2公里，已于2014年底建成通车。向西延伸至璧山城区的区间于2019年12月30日下午2:00开通试运营，该区间长5.6公里。小什字至朝天门段于2020年12月31日通车，标志着1号线完全开通运营。
- 1号线採用B型列车
- 1号线双碑车辆
- 1号线大学城内部指引

### 2号线
标识色：■森林绿
2号线全长31.2公里，是国内首条采用跨座式单轨制式的轨道交通线路，也是西部第一条城市轨道交通线路。
2号线线路识别色为森林绿，一期工程较场口至动物园段长14.3公里，2004年11月开始试运行，2005年6月18日（重庆直辖8周年纪念日）正式载客运营；二期动物园至新山村段2006年7月投入运营，一二期贯通线路全长19.1公里。南延伸段延伸至鱼洞，长12.1公里，设车站7座，已于2014年底建成通车。该线路初期采用4节编组跨坐式单轨列车，后期经改造并陆续上线6节、8节编组列车。
- 2号线四编组列车
- 2号线六编组列车
- 2号线列车穿过李子坝

### 3号线
标识色：■琉璃蓝
3号线采用与2号线相同的跨座式单轨制式，一期工程为重庆交通大学（原名二塘）至龙头寺，长约20.2公里，车站18座，二期工程为龙头寺至江北机场T2航站楼，长约18.9公里，车站11座。线路跨越长江、嘉陵江。一期工程于2007年4月开工，二期工程于2008年12月开工，2011年9月29日部分投入通车。南延伸段延伸至鱼洞，长约16.5公里，设车站10座，2010年开工，于2012年12月28日通车。北延伸段（空港支线）为碧津至举人坝，长约10公里，设车站6座，于2013年开工，2016年12月28日通车。目前3号线全长约66公里，车站45座。3号线初期车辆为6节编组跨坐式单轨列车，后期逐步增加至8节编组。2019年陆续上线由6节编组改造的“六改八”8节编组列车。
- 3号线列车
- 3号线列车正在穿过菜园坝长江大桥前往南岸区
- 一列3号线列车正在进入学堂湾。

### 4号线
标识色：■太阳橙
4号线一期工程于2013年年底正式开工，2018年12月28日开通试运营。4号线一期工程西起渝北区民安大道，东至江北区唐家沱，线路大体呈西东的走向，全长约15.64公里；其中地下段约10.67公里，高架段约4.97公里。设车站9座，其中地下站7座，高架站2座，平均站间距约1.8公里。该线路采用6节编组As型地铁列车。二期由唐家沱延伸至黄岭，长约32.8公里，于2022年6月18日建成通车。
- 4号线列车在江北区海尔路
- 太阳橙色的车内扶手
- 4号线唐家沱车辆段

### 5号线
标识色：■浅葱蓝
5号线一期工程于2013年年底正式开工，起于两江新区园博中心，在红岩村附近跨嘉陵江，经歇台子、石桥铺、重庆西站后沿华福路向西，止于跳蹬。线路长度约39.71公里，设车站25座，其中地下站20座，高架站5座，平均站间距为1.61公里；设大竹林停车场、中梁山车辆段，车辆采用6节编组As型地铁列车。5号线一期北段（园博中心至大龙山段）于2017年12月28日下午14时始试运营（大石坝站于2018年12月24日开通），5号线一期南段于北京时间2021年1月20日上午7时30分始试运营（石桥铺站至跳蹬站），北延伸段（园博中心至悦港北路）于2023年2月27日下午14时始试运营（玉河沟站暂未开通）。南北两段曾分段运营，直至2023年11月30日剩余段（大石坝至石桥铺段）通车后全线贯通。
- 5号线车辆数字屏幕
- 5号线车站进站标识
- 5号线车厢

江跳线
- 贯通车的站点信息屏幕
- 圣泉寺的出口
- 江津高铁的站台

### 6号线
标识色：■谦粉红
6号线采用6节编组B型地铁列车，由重庆南岸区茶园站至重庆北碚区北碚站，全长63.3公里，设28座车站。一期于2009年开工，2012年9月28日五里店至康庄段开通试运营，同年12月26日延伸至礼嘉。2013年5月15日，国博支线一期工程（礼嘉至悦来）开通试运营。2013年12月31日，礼嘉至北碚段开通试运营。2014年12月30日，五里店至茶园段开通运营。
- 6号线车厢
- 6号线黄泥塝內景
- 试运营时站点信息

6号线国博支线
- 国博线列车进入红岩坪站礼嘉方向站台
- 国博中心站的出站闸机
- 思源站的站台方向指引灯箱

### 9号线
标识色：■洋铁红
9号线由沙坪坝区新桥至渝北区花石沟。一期（高滩岩至兴科大道段）于2016年9月28日开工，2022年1月25日开通运营；二期（兴科大道至花石沟）于2017年底开工。该线路采用6节编组As型地铁列车。
- 9号线列车行驶在嘉华轨道大桥
- 9号线车厢内部
- 9号线车内的站点信息电子屏幕

### 10号线
标识色：■罗兰紫
10号线一期工程（鲤鱼池站－王家庄站）途经江北区、渝北区。线路长34公里，其中，地下线长约27公里，高架线长约7公里。沿途设19座车站，其中地下车站18座，高架站1座，该线路采用6节编组As型地铁列车。10号线一期工程于2014年5月正式动工建设，并已于北京时间2017年12月28日始试运营。建设中的南段（鲤鱼池站－兰花路站）为原规划中4号线南段。2018年12月28日重庆北站南广场站开通运营。2023年1月18日鲤鱼池至后堡段开通运营，同年11月30日后堡至兰花路段开通运营（南坪站暂缓开通）。
- 10号线大件行李架
- 10号线快速车的站点信息屏幕
- 10号线列车通过南纪门大桥

### 18号线
标识色：■松石绿
18号线于2023年12月28日开通运营一期工程，起于富华路站，途经渝中区、九龙坡区、巴南区和大渡口区，止于跳磴南站。
- 18号线的车厢内部
- 跳磴南站的站台
- 巴滨路湿地公园站的夜景

## 运营服务

### 票务
重庆轨道交通实行里程计价、递远递减的计程票价，地铁与单轨票面通用。乘客从进入付费区开始，须在270分钟内搭乘完地铁或单轨，否则车票作超时作废处理，并按最高单程票价付费买票。在270分钟内，按照乘坐里程计算票价。最低票价2元，最高票价10元。目前在票价标准基础上实行最高票价7元封顶的优惠票价。
车费可使用单程票和宜居畅通卡付费，其中宜居畅通卡包括普通卡、优惠卡、学生卡、敬老卡、爱心卡和限量发行的重庆轨道交通季节或线路开通纪念票。
2019年7月1日，重庆轨道交通在官方微博宣布实现全线网移动支付购票，自动售票机和人工售票均支持使用微信支付、支付宝购票。同年12月27日，重庆轨道交通全网扫码过闸项目竣工投用，乘客可使用与重庆公交通用的支付宝、微信、银联云闪付乘车码扫码过闸乘车。2020年12月22日，全网闸机增加交通联合卡付费功能。
| 单程票价表   | 单程票价表     | 单程票价表     |
| 里程（千米） | 标准票价（元） | 执行票价（元） |
| ------------ | -------------- | -------------- |
| 0–6（含）    | 2              | 2              |
| 6–11（含）   | 3              | 3              |
| 11–17（含）  | 4              | 4              |
| 17–24（含）  | 5              | 5              |
| 24–32（含）  | 6              | 6              |
| 32–41（含）  | 7              | 7              |
| 41–51（含）  | 8              | 7              |
| 51–63（含）  | 9              | 7              |
| 63以上       | 10             | 7              |

现时，重庆轨道交通接受的车票种别包括：
- 单程票适用于临时乘坐地铁的乘客，可使用站厅中设置的自动售票机购买。单程票仅限在车票发售当天有效，一次性使用，乘客出站时单程票将通过闸机进行回收。仅限当日当站未使用车票，或遇列车故障15分钟以上可去服务中心办理退票，故障时还可索取致歉信。
- 一日票适用于短期内需多次乘坐轨道交通的外地游客，旅游票特性显著，票价为18元/张。乘客使用自首次在进站检票闸机上刷卡开始计算，之后24小时内不限次数乘坐重庆轨道交通的所有线路。[11]
- 宜居畅通卡是重庆市区内使用的具有多种付费功能的非接触式IC卡，可以在重庆轨道交通、公交、索道、扶梯等多种公共交通场合使用。持有宜居畅通卡乘坐交通工具（包含轨道交通、公交、索道、皇冠大扶梯）时，享受票价9折优惠以及一小时免费/优惠换乘。
- 交通联合体系下的IC卡的支持在2020年底全面实现。[12]

此外，以下乘客可以免费乘坐重庆轨道交通：
- 残疾军人、因公致残的人民警察、盲人持有效证件免费乘坐轨道交通；
- 本市行政区域内年满65周岁的老人持有效证件免费乘坐轨道交通；其他一级二级残疾人凭有效证件办理免费卡，凭卡免费乘车；三级四级残疾人凭残疾人证办理爱心优惠卡半价乘车；残疾人携带随身必备的辅助器具应予免费；
- 身高1.3米（含）以下的儿童免费乘坐轨道交通，若为学龄前儿童须有人监护陪同方可免费乘坐轨道交通。

### 快速车、直快车、贯通车
- 10号线快速车的车内站点信息屏幕
- 4/环/5直快车的车内站点信息屏幕
- 江5贯通车的车内站点信息屏幕

2020年7月以来，重庆轨道交通陆续在4号线、5号线、10号线和环线上线了不停靠部分途中站点的新种别列车，其中4号线、5号线和环线的班次在互联互通的基础上直通運行。5号线和江跳线，3号线与空港线也有贯通运行的车次。

#### 互联互通

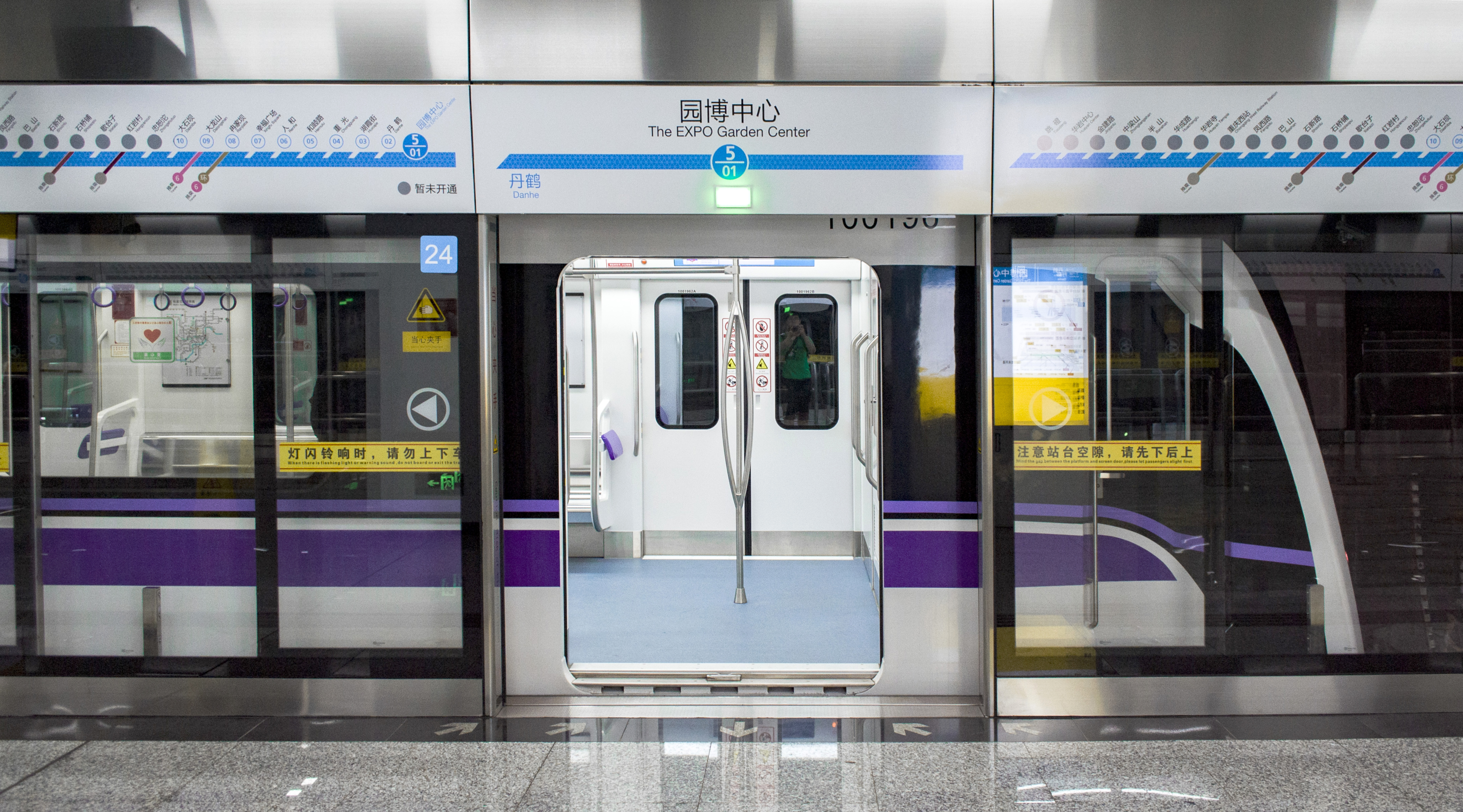
10号线10019列车在5号线

重庆轨道交通4号线、5号线、9号线、10号线和环线装备了中国通号CBTC信号系统，其中重庆轨道交通5号线已经具备互联互通（直通运转）条件。列车经过联络线，无需停车即可在正线和其他线路中切换。2017年6月9日，重庆轨道交通互联互通专题汇报会在重庆轨道集团大竹林基地应急指挥中心顺利召开。
2018年3月21日，重庆轨道交通CBTC互联互通示范工程在重庆轨道交通5号线首次共线试运行，标志城市轨道交通互联互通工程有了实质性进展。2019年年初，10号线10019列车在5号线上载客运营，车厢信息屏也显示5号线对应车站，但可从车厢内装饰颜色、编号识别出其实际为10号线列车。同年7月，利用夜间非运营时间，重庆轨道交通多次进行环线和4号线调试，于4号线唐家沱经4号线、环线的民安大道至重庆图书馆。2020年5月，4号线和环线互联互通跨线载客试运营通过专家评审。

#### 运营概况

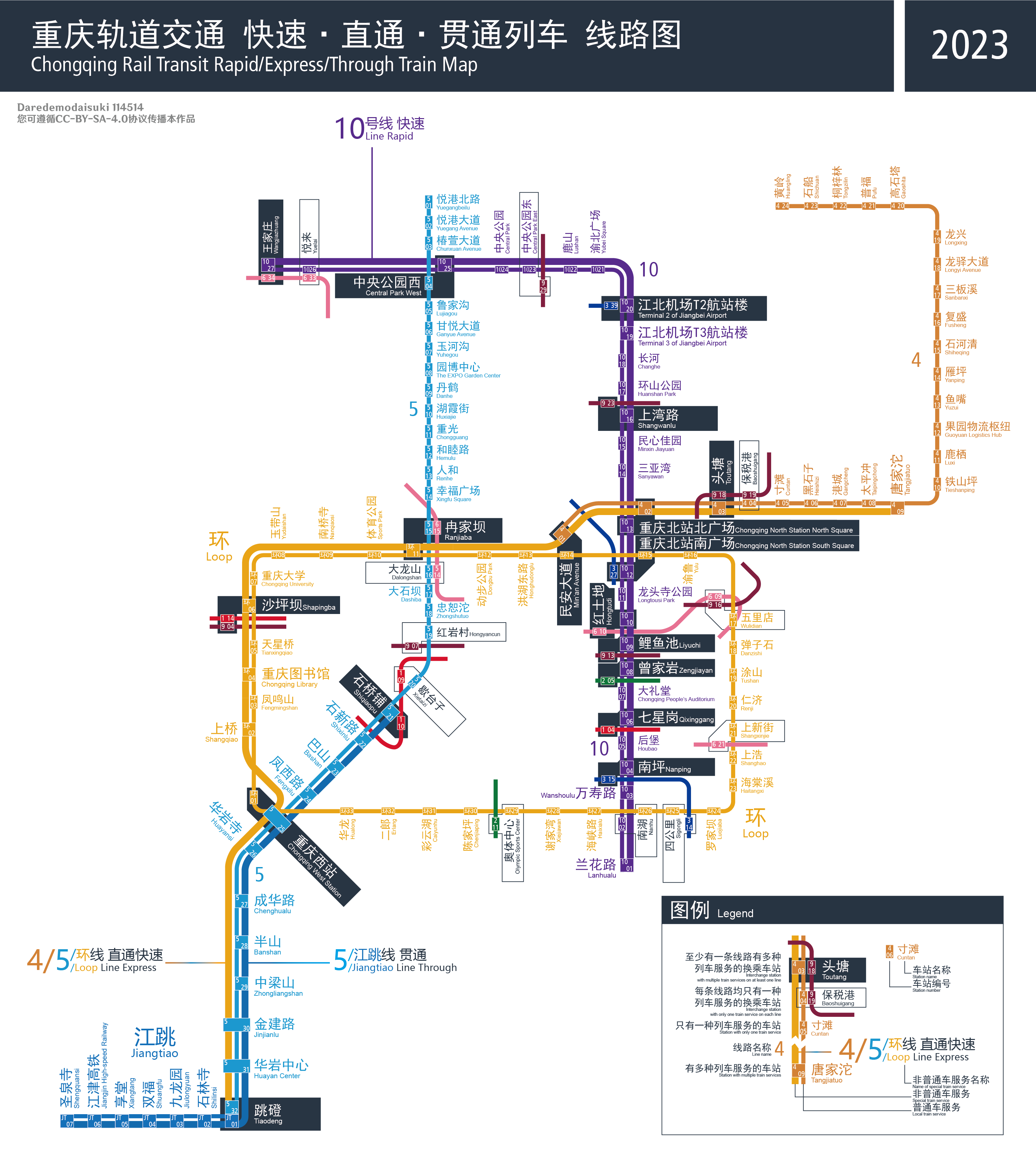
重庆轨道交通直通和快速列车线路图

- 直快列车是重庆轨道交通利用互联互通（直通运转）技术推出的跨线快车，线路跨行环线、4号线、5号线。始于4号线唐家沱，越行5站停靠头塘、重庆北站北广场，并在民安大道由联络线至环线，越行环线洪湖东路、动步公园停靠5号线、6号线、环线换乘站冉家坝，经高家花园轨道专用桥过嘉陵江并停靠1号线、9号线、环线换乘站沙坪坝，停靠重庆图书馆后、由重庆西跨行5号线，停靠5号线金建路、华岩中心，终到5号线终点站跳磴，实现4号线唐家沱快速直通5号线跳磴。轨道交通公司宣传称此线路较常规的普速、换乘列车约节约33分钟。
- 快速列车是目前运用在重庆轨道交通10号线的快速列车线路，始于王家庄，停靠中央公园西、江北机场T2航站楼、江北机场T3航站楼、上湾路、重庆北站北广场、重庆北站南广场、红土地、鲤鱼池、曾家岩，七星岗、南坪（尚未通车）、万寿路，终到兰花路，连接重庆江北国际机场、国铁重庆北及10号线主要换乘站。轨道交通公司宣传称此线路较常规的10号线节约12分钟。

2020年7月起，重庆轨道交通开始在4号线、10号线及环线相关站点宣传直快列车和10号线快速列车，包括在民安大道张贴跨线列车时刻表，重庆北站北广场摆放和张贴宣传广告等。4号线、10号线及环线车站站台上的乘客信息显示屏开始显示后续列车为直快列车或普通列车及时刻表。在测试期间，直快列车按照时刻表进行不载客试运行，列车停靠时不开门上客。
重庆轨道交通4号线、环线直快列车及10号线快速列车于2020年9月18日起正式投入载客试运营，初期仅在9:30-17:00开行。2021年3月21日，重庆轨道交通通过微博宣布自同年3月22日起，4号线、环线直快列车、10号线快速列车在高峰时段（7:30–9:30、16:30–19:30）上线运行，直快、快速列车运营时间调整至7:30至19:30。
2021年9月18日，时值重庆轨道交通直快列车和快速列车投入运营1周年，重庆轨道交通在官方微博宣布计划于2021年内调整直快列车运行线路，延长当前终点站重庆图书馆至跳磴。2021年12月26日，重庆轨道交通在官方微博宣布环线、4号线、5号线三线互联互通线路于2021年12月28日6:44起上线运行。
2023年2月17日，在10号线二期鲤鱼池-后堡段开通约1个月后，10号线快速列车延伸至后堡站，新增曾家岩、大礼堂、七星岗、后堡4座停靠站点。根据更新后的线路图，10号线快速列车计划在南段剩余段（南坪-兰花路）通车后停靠该段全部车站。
2023年9月6日，在10号线二期后堡-兰花路段开始试运行约2周后，重庆轨道交通微信公众号发布公告称，10号线快速列车将变更停靠站点，新增停靠中央公园西站、上湾路站，取消停靠大礼堂站、后堡站。同年11月30日，10号线二期后堡-兰花路段（不含南坪站）正式开通试运行，快速列车增加停靠万寿路站和兰花路站。
| 重庆轨道交通4号线－环线－5号线直快列车车站列表 |                |                                      |                |                  |                   |                 |          |          |             |          |
| 车站编号                                       | 车站名称       | 英文名称                             | 车站开通日期   | 直快列车开通日期 | 与前站间距 （km） | 累计距离 （km） | 车站类型 | 车站类型 | 换乘线路    | 所在地   |
| 车站编号                                       | 车站名称       | 英文名称                             | 车站开通日期   | 直快列车开通日期 | 与前站间距 （km） | 累计距离 （km） | 结构     | 站台     | 换乘线路    | 所在地   |
| 5/32                                           | 跳磴           | Tiaodeng                             | 2021年1月20日  | 2021年12月28日   | -                 | 0               | 高架     | 双岛式   | 江跳线      | 大渡口区 |
| 5/31                                           | 华岩中心       | Huayan Center                        | 2021年1月20日  | 2021年12月28日   | 2.4               | 2.4             | 高架     | 侧式     |             | 九龙坡区 |
| 5/30                                           | 金建路         | Jinjianlu                            | 2021年1月20日  | 2021年12月28日   | 1.5               | 3.9             | 高架     | 侧式     |             | 九龙坡区 |
| 5/25 （环/01）                                 | 重庆西站       | Chongqing West Station               | 2021年1月20日  | 2021年12月28日   | 7.3               | 11.2            | 地下     | 双岛式   | 5号线 环线  | 沙坪坝区 |
| 环/02                                          | 上桥           | Shangqiao                            | 2021年1月20日  | 2021年12月28日   | 2.0               | 13.2            | 地下     | 岛式     |             | 沙坪坝区 |
| 环/04                                          | 重庆图书馆     | Chongqing Library                    | 2018年12月28日 | 2020年9月18日    | 2.3               | 15.5            | 地下     | 岛式     |             | 沙坪坝区 |
| 环/06                                          | 沙坪坝         | Shapingba                            | 2018年12月28日 | 2020年9月18日    | 2.7               | 18.2            | 地下     | 岛式     | 1号线 9号线 | 沙坪坝区 |
| 环/11                                          | 冉家坝         | Ranjiaba                             | 2018年12月28日 | 2020年9月18日    | 8.4               | 26.6            | 地下     | 侧式     | 5号线 6号线 | 渝北区   |
| 4/01 （环/14）                                 | 民安大道       | Min'an Ave.                          | 2019年1月11日  | 2020年9月18日    | 3.5               | 30.1            | 地下     | 叠岛式   | 环线 4号线  | 渝北区   |
| 4/02                                           | 重庆北站北广场 | Chongqing North Station North Square | 2018年12月28日 | 2020年9月18日    | 2.3               | 32.4            | 地下     | 岛式     | 10号线      | 渝北区   |
| 4/03                                           | 头塘           | Toutang                              | 2018年12月28日 | 2020年9月18日    | 2.4               | 34.8            | 地下     | 岛式     | 9号线       | 江北区   |
| 4/09                                           | 唐家沱         | Tangjiatuo                           | 2018年12月28日 | 2020年9月18日    | 10.8              | 45.6            | 地面     | 岛式     |             | 江北区   |

| 重庆轨道交通10号线快速列车车站列表 |                  |                                      |                |                  |                   |                 |          |          |            |        |
| 车站编号                           | 车站名称         | 英文名称                             | 车站开通日期   | 快速列车开通日期 | 与前站间距 （km） | 累计距离 （km） | 车站类型 | 车站类型 | 换乘线路   | 所在地 |
| 车站编号                           | 车站名称         | 英文名称                             | 车站开通日期   | 快速列车开通日期 | 与前站间距 （km） | 累计距离 （km） | 结构     | 站台     | 换乘线路   | 所在地 |
| 10/01                              | 兰花路           | Lanhualu                             | 2023年11月30日 | 2023年11月30日   | -                 | 0               | 地下     | 岛式     |            | 南岸区 |
| 10/03                              | 万寿路           | Wanshoulu                            | 2023年11月30日 | 2023年11月30日   | 2.6               | 2.6             | 地下     | 岛式     |            | 南岸区 |
| 10/06                              | 七星岗           | Qixinggang                           | 2023年1月18日  | 2023年2月17日    | 4.3               | 6.9             | 地下     | 岛式     | 1号线      | 渝中区 |
| 10/08                              | 曾家岩           | Zengjiayan                           | 2023年1月18日  | 2023年2月17日    | 1.8               | 8.7             | 高架     | 侧式     | 2号线      | 渝中区 |
| 10/09                              | 鲤鱼池           | Liyuchi                              | 2017年12月28日 | 2020年9月18日    | 0.8               | 9.5             | 地下     | 岛式     | 9号线      | 江北区 |
| 10/10                              | 红土地           | Hongtudi                             | 2017年12月28日 | 2020年9月18日    | 1.1               | 10.6            | 地下     | 岛式     | 6号线      | 江北区 |
| 10/12                              | 重庆北站南广场   | Chongqing North Station South Square | 2017年12月28日 | 2020年9月18日    | 2.5               | 13.1            | 地下     | 岛式     | 环线 3号线 | 渝北区 |
| 10/13                              | 重庆北站北广场   | Chongqing North Station North Square | 2017年12月28日 | 2020年9月18日    | 0.6               | 13.7            | 地下     | 岛式     | 4号线      | 渝北区 |
| 10/16                              | 上湾路           | Shangwanlu                           | 2017年12月28日 | 2023年9月6日     | 7.4               | 21.1            | 地下     | 双岛式   | 9号线      | 渝北区 |
| 10/19                              | 江北机场T3航站楼 | Terminal 3 of Jiangbei Airport       | 2017年12月28日 | 2020年9月18日    | 8.8               | 29.9            | 地下     | 双岛式   |            | 渝北区 |
| 10/20                              | 江北机场T2航站楼 | Terminal 2 of Jiangbei Airport       | 2017年12月28日 | 2020年9月18日    | 2.2               | 32.2            | 地下     | 岛式     | 3号线      | 渝北区 |
| 10/25                              | 中央公园西       | Central Park West                    | 2017年12月28日 | 2023年9月6日     | 6.3               | 38.5            | 地下     | 岛式     | 5号线      | 渝北区 |
| 10/27                              | 王家庄           | Wangjiazhuang                        | 2017年12月28日 | 2020年9月18日    | 3.8               | 43.2            | 地下     | 双岛式   | 国博线     | 渝北区 |

### 交通接驳与融合
2018年10月12日，中国铁路总公司和重庆市人民政府联合举办的“市域铁路与城市发展论坛”在重庆举行；在论坛上，重庆市市长唐良智称要推动市域铁路，高铁，城市轨道“三铁合一”。2019年，重庆交通局对重庆公交化列车进行预可研招标，招标的工作内容中要求投标人能解读城市轨道交通及公路交通设施等相关规划，研究综合交通衔接方案。2020年，重庆交通局声称，将推进重庆东站干线铁路、城际铁路、市域铁路、城市轨道间设施衔接顺畅，推动“四网”融合、无缝换乘、安检互相承认，并积极探索铁路、配套枢纽、轨道交通、市政道路等多主体一体化协同建设管理机制。

## 规划建设历史

### 线网规划历程

重慶軌道交通發展示意圖

- 民国三十五年（1946年），国民政府拟订《陪都十年建设计划草案》，提出建设高速电车。拟建三条高速电车线，建设标准采用每公尺重47.77公斤的钢轨；轨距为1公尺；最大坡度9%；弯度最小半径80米；主城区车速25公里/小时，郊区45公里/小时；车辆长8公尺，宽1.8公尺，双电机，每台分别为35马力；带拖车，每列乘240人；初定10分钟发一班，三线每天总运量约10万人次，部分线路在地下。
  - 甲线：从龙门浩到磁器口，途经龙门浩、小什字、较场口、七星岗、两路口、李子坝、小龙坎、沙坪坝、磁器口9座车站，全长14.75公里。
  - 乙线：由龙门浩到南温泉，途经龙门浩、烟雨堡（距海棠溪1公里）、大坪溪、二塘、董家湾、刘家湾、南温泉7座车站，全长19.49公里。
  - 丙线：由龙门浩到大田坎。途经龙门浩、石坎、大田坎3座车站，全长6.9公里。
- 1960年：《重庆市城市初步规划》（1960–1980年）：提出「直通与环状」线网布局的「地下快速铁道线网」，以市中区为核心，将新牌坊、小龙坎、杨家坪、石桥铺、两路口等地区串联起来，总长约100公里。
- 1983年：《重庆市城市总体规划》（1982–2000年）：规划有一条「地下铁道」，从朝天门到杨家坪，沿途经过较场口、菜园坝、两路口、鹅岭、大坪、谢家湾，全长约12.2公里。现状的重庆轨道交通二号线 走向与这个线路基本一致。该规划提出，菜园坝火车站改建后，由梨树湾经沙坪坝至菜园坝的铁路联络线开行城市列车，发挥轨道交通功能。
- 1991年：《重庆市综合交通规划》（1990–2005年）：该规划提出了南坪－新牌坊、朝天门－双碑、朝天门－九宫庙3条干线轨道交通，以及杨家坪－石桥铺轨道连接线的规划方案，线网总长约55千米。目前的轨道交通一、二、三号线走向与其基本一致。该规划基本确定了目前轨道线网的骨架雏形。并对轨道线路的断面流量进行了预测。
  - 朝沙线为朝天门－较场口－七星岗－两路口－大坪－石桥铺－沙坪坝（远期延伸至双碑）。
  - 朝新线为朝天门－较场口－七星岗－两路口－大坪－杨家坪－马王场－新山村（远期延伸至九宫庙）。
  - 新牌坊－南坪空客线（适时延伸至四公里）。
  - 杨家坪－石桥铺连网线。
- 1998年：《重庆市城市总体规划》（1996–2020年）：在1991年综合交通规划基础上，保留了朝沙线，调整了朝新线半岛地区走向，将新牌坊－南坪线北向延伸至江北机场，将杨家坪－石桥铺连网线东向延伸至四公里，增加五号线由童家院子－冉家坝－高家花园大桥－杨公桥－上桥－中梁山。轨道线路总长约119千米，线网密度约0.36公里/平方公里。
- 2003年《重庆市主城区综合交通规划》（2002–2020年）和2007年《重庆市城市总体规划》（2005–2020年），主城区轨道交通线网格局扩展为「九线一环」，此线网骨架承袭了1998年总体规划轨道线网结构，总长约522公里，线网密度约0.66公里/平方公里。
- 2011年10月由国务院批复[28]的《重庆市城乡总体规划（2007-2020年）》修改方案对轨道线网进行了加密和完善，其中规划的2020年轨道交通线网在骨架网基础上，增加4号线、5号线、9号线、10号线及环线，形成“八线一环”的基本网，线网总长约478公里，主城区线网密度约0.69公里/平方公里，其中各线规划与实际建设情况基本相同。2020年后远景网将在八线一环基础上增加7号线、8号线、11号线、12号线、13号线、14号线、15号线、16号线、17号线，总长约813公里[29]。
- 2019年8月，重庆市规划和自然资源局对《重庆市主城区轨道交通线网规划（2019–2035年）环境影响报告书》（征求意见稿）进行了公示[30]，其中包含轨道快线方案与轨道普线方案，主城区规划至2035年形成“22线1环”的线网布局，全长1,252公里（不含璧山江津41公里），至远景年形成“29线1环”的线网布局，全长1,473公里（不含璧山江津57公里）。

### 早期建设与试验
- 1958年下半年，“重庆市市中区地下铁道工程队”成立，拟对原有防空洞进行拓宽、加固，并新挖从十八梯到临江门的地下隧道，工程在进行了一年多后停滞。
- 1960年，重庆市总体规划提出建设“直通与环状”线网布局的“地下快速铁道线网”，以市中区为核心，将新牌坊、小龙坎、杨家坪、石桥铺、两路口等地区连接起来。
- 1965年，再次成立“重庆市中区地下铁道工程处”，工程处共分4个工程队，共有1000余人，1966年下半年，工程再一次瘫痪。但工程基本完成了市中区的地下隧道网：千厮门、望龙门、中华路、十八梯、兴隆街、枣子岚桠、燕喜洞部分贯通。至1971年，工程处被迫停工解散，修建的隧道移交人防部门。
- 1983年，总体规划提出建设朝天门到杨家坪的地下铁道，途经较场口、菜园坝、两路口、鹅岭、大坪、谢家湾，全长约12.2公里。
- 1987年，组织开展轨道交通1号线一期工程前期研究工作。
- 1988年，曾引入外地商人组建地铁集团投资修建地铁，公司设两路口，并曾开工建设，主要仍是在原人防工事基础上扩展施工。
- 1989年重庆市向国家计委上报轨道交通1号线项目建议书，1992年8月国家计委以计投资〔1992〕1319号文批准。后于1993年完成一期工程朝天门至沙坪坝段的可研报告。[29]
- 轨道交通1号线（B型地铁）、轨道交通2号线（跨座式单轨）的城区部分利用了大量60-80年代修建的防空隧道和地铁隧道。

### 2号线和第一轮建设（2000–2020年）
- 1999年10月，2号线一期工程（较场口至新山村段）国务院批准立项。[29]
- 2000年12月26日，2号线一期工程较场口至动物园段全面开工。该工程被列为国家西部大开发十大重点工程。
- 2004年
  - 11月6日，2号线大坪至动物园段开通观光运营。
  - 12月11日，2号线较场口至动物园段开通观光运营。
- 2005年6月18日，2号线较场口至动物园段正式开通运营。
- 2006年
  - 6月，国家发展改革委以发改投资〔2006〕1206号文批准《重庆市城市快速轨道交通建设规划（2006-2013年）》，包括1号线、3号线、6号线共82公里和2号线延伸线21公里，总投资245亿元。
  - 7月1日，2号线向南延伸至新山村。
- 2007年
  - 4月6日，3号线一期工程（二塘至龙头寺段）开工；
  - 6月18日，1号线一期工程（朝天门至沙坪坝段）开工。
- 2008年12月，3号线二期工程（龙头寺至江北机场段）开工。
- 2009年，6号线建设通过国家发改委批准，一期工程（上新街至礼嘉段）全面动工建设。
- 2010年，3号线南延伸段（二塘至鱼洞段）开工建设。
- 2011年
  - 7月28日，1号线小什字至沙坪坝段开通试运营；
  - 9月29日，3号线两路口至鸳鸯段开通试运营；
  - 11月8日，3号线向北试运营延伸至长福路段；
  - 12月30日，3号线二塘至江北机场全线开通试运营。
- 2012年
  - 9月20日，1号线大学城至尖顶坡段开工；
  - 9月28日，6号线五里店至康庄段开通试运营；
  - 12月20日，1号线沙坪坝至大学城段建成通车；
  - 12月26日，6号线康庄至礼嘉段开通试运营；
  - 12月28日，3号线二塘至鱼洞段载客试运营。
- 2013年
  - 1月，3号线北延伸段（空港线，碧津至举人坝段）动工建设；
  - 5月15日，国博线礼嘉至悦来段开通载客试运营；
  - 12月31日，6号线礼嘉至北碚段开通载客试运营；
- 2014年
  - 12月30日，1号线大学城至尖顶坡段开通试运营；
  - 同日，2号线南延伸段新山村至鱼洞段开通试运营；
  - 同日，6号线茶园至五里店段投入运营。
- 2016年
  - 12月28日，空港线碧津至举人坝段开通试运营。
- 2020年
  - 12月31日，1号线小什字至朝天门段开通初期运营。[31]

### 第二轮建设（2012–2021年）
- 2012年12月24日，国家发改委正式批复《重庆市城市轨道交通第二轮建设规划（2012-2020年）》，获批规划项目为4号线一期、5号线一期、6号线支线一期二期、9号线一期二期、10号线和环线，共6项8段，全长215.04千米，项目总投资约1097亿元。[32]
- 2013年
  - 10月28日，环线全线开工建设；
  - 12月3日，4号线一期工程（民安大道至唐家沱段）开工建设；
  - 同日，5号线一期工程（园博中心至跳磴段）开工建设。
- 2014年5月，10号线一期工程（鲤鱼池至王家庄段）开工建设。
- 2015年6月10日，江跳线跳磴至圣泉寺段开工建设。
- 2016年
  - 4月7日，3号线和在建环线重庆北站站更名为重庆北站南广场，在建4号线重庆北站站更名为重庆北站北广场，在建10号线取消重庆北站站，改建设重庆北站南广场、重庆北站北广场；
  - 9月28日两站，9号线一期工程（高滩岩至兴科大道段）开工建设；
  - 10月28日，10号线二期工程（兰花路至鲤鱼池段）开工建设；
  - 同日，国博线二期工程（悦来至沙河坝段）开工建设；
- 2017年
  - 3月，6号线平场站更名为欢乐谷；[33]
  - 12月，重庆市政府批复将于9号线一期工程新设起点站新桥站；[34]
  - 12月28日，10号线鲤鱼池至王家庄段开通试运营；[35]
  - 同日，5号线园博中心至大龙山段开通试运营。[35]
- 2018年
  - 12月24日，5号线大石坝开通。[36]
  - 12月28日，4号线一期民安大道至唐家沱段开通试运营；[37]
  - 同日，环线东北环（重庆图书馆－重庆北站南广场－海峡路）开通试运营。[37]
- 2019年
  - 1月11日，4号线及环线换乘站民安大道开通。[38]
  - 7月1日，环线弹子石站、罗家坝站开通。[39]
  - 12月30日，1号线璧山开通。[40]
  - 同日，环线海峡路至二郎段开通。[40]
- 2020年
  - 12月31日，国博线二期开通初期运营。[31]
- 2021年
  - 1月20日，5号线石桥铺至跳磴段独立于园博中心至大石坝段开通试运营。[41]
  - 同日，环线二郎经重庆西站至重庆图书馆段开通，成环运营。[41]
  - 2月4日，环线天星桥站和仁济站开通初期运营。[42]
- 2022年
  - 1月25日，9号线一期开通初期运营。[43]
  - 8月6日，江跳线跳磴至圣泉寺段开通初期运营。
- 2023年
  - 1月18日，9号线二期、10号线二期（鲤鱼池-后堡）开通初期运营。
  - 10月7日，4号线港城站、环线上浩站开通运营。
  - 11月30日，5号线中段、10号线剩余段开通运营。

### 第三轮建设（2018–2022年）
- 2018年11月，国家发改委正式批复了《重庆市城市快速轨道交通第三轮建设规划（2017-2022年）》，获批规划项目共3个，全长70.51千米。批复线路为4号线二期（唐家沱-石船，32.6千米）、5号线北延伸段（园博中心-悦港北路，8.95千米）、18号线（曾用番号5A，富华路-跳磴南，28.96千米）。[44][45]
- 2019年
  - 1月15日，4号线二期、5号线北延伸段、18线集中开工。[46]
  - 7月15日，4号线二期工程全面开工。[47]
- 2022年
  - 6月18日，4号线二期开通初期运营。[48]
- 2023年
  - 2月27日，5号线北延伸段开通初期运营。
  - 12月28日，18号线一期开通初期运营。
- 2025年
  - 7月15日，5号线玉河溝站开通初期运营。

### 第四轮第一批建设（2019–2024年）
- 2019年9月、10月，重庆市住房和城乡建设委员会对重庆市城市轨道交通第四期第一批建设规划进行公示，含新增建设项目9个，新增里程229.7km。[49]
- 2020年9月17日，重庆市生态环境局透露国家发改委批复了《重庆市城市轨道交通第四期建设规划（2020~2025年）》[50]，共198公里[51]。
- 2021年1月21日，重庆日报称国家发改委批复的198公里线路分别是4号线西延伸段、6号线重庆东站延伸段、7号线一期、15号线、17号线一期、18号线渝中区延伸段、24号线一期和27号线[52]。
- 2021年3月2日，重庆轨道交通4号线西延、18号线北延、24号线一期等项目正式开工，第四期建设规划8条、198公里线路进入建设阶段。[53]
- 2025年6月27日，6号线重庆东站延伸段開通運營。

## 未来发展

### 在建线路
|                    |                        |          |               |          |                |              |  |
| 线路名称           | 在建区间               | 车站数量 | 里程 （公里） | 进度     | 开工时间       | 预计启用时间 |  |
| 4号线西延伸段      | 石馬河立交－民安大道   | 8        | 10.9          | 建設中   | 2021年3月2日   | 2025年       |  |
| 4号线西延伸剩餘段  | 順水寺公園－石馬河立交 | 1        | 10.9          | 暫緩開通 | 2021年3月2日   |              |  |
| 7号线一期          | 科学城－金凤           | 18       | 27.8          | 建設中   | 2023年11月     | 2027年       |  |
| 9号线一期剩餘段    | 高灘岩－新桥           | 1        |               | 建設中   |                | 2026年       |  |
| 9号线暫緩開通車站  | 郵輪母港               | 1        | 不適用        | 暫緩開通 |                | 2027年       |  |
| 10号线暫緩開通車站 | 南坪                   | 1        | 不適用        | 暫緩開通 |                |              |  |
| 15号线一期         | 九曲河东－两江影视城   | 14       | 38.7          | 建設中   | 2021年3月2日   | 2025年       |  |
| 15号线二期         | 曾家－九曲河东         | 11       | 32.8          | 建設中   | 2021年10月11日 | 2026年       |  |
| 17号线一期         | 大学城－石家院子       | 9        | 14.18         | 建設中   | 2023年10月     | 2027年       |  |
| 18号线北延伸段     | 小什字－富华路         | 8        | 10.6          | 建設中   | 2021年3月2日   | 2026年       |  |
| 24号线一期         | 鹿角北－广阳湾         | 11       | 18.85         | 建設中   | 2021年3月2日   | 2026年       |  |
| 27号线一期         | 重庆东站－璧山         | 14       | 51.789        | 建設中   | 2021年11月11日 | 2026年       |  |
| 江跳线过江段       | 圣泉寺－鼎山           | 2        | 4.5           | 建設中   | 2022年12月28日 | 2027年       |  |
| 永川线             | 永川西 - 重庆西站      | 17       | 68.7          | 建設中   | 2023年3月29日  | 未知         |  |
| 璧铜线暫緩開通車站 | 青龙湖                 | 1        | 不適用        | 暫緩開通 |                |              |  |
| 合计               |                        | 108      | 248.1         |          |                |              |  |

### 总体规划
根据《重庆市主城区轨道交通线网规划（2019-2035年）环境影响报告书》（征求意见稿），重庆市主城区规划至2035年形成“22线1环”的线网布局，全长1252公里（不含璧山江津41公里），其中普线“16线1环”、全长843公里，至远景年形成“29线1环”的线网布局，全长1473公里（不含璧山江津57公里），其中普线“21线1环”、全长1014公里。共规划有8条快线，其中26号线、27号线、28号线衔接市域铁路，15号线、19号线、20号线服务城市内部，11号线与19号线为远景横向布局线。
| 线路名称 | 途经区域                                                 | 线路类型 | 列车编组  | 状态             | 备注 |
| -------- | -------------------------------------------------------- | -------- | --------- | ---------------- | --- |
| 环线     | 重庆西站－冉家坝－重庆北站南广场－上新街－重庆西站       | 轨道普线 | 6/7As     | 运营中           | 一期，二期 |
| 1号线    | 朝天门－大坪－沙坪坝－尖顶坡－璧山                       | 轨道普线 | 6B        | 运营中           | 一期，二期，尖璧段 |
| 2号线    | 较场口－大坪－动物园－新山村－鱼洞                       | 轨道普线 | 单轨4/6/8 | 运营中           | 一期，二期，南延伸段 |
| 3号线    | 鱼洞－二塘－两路口－龙头寺－江北机场T2航站楼             | 轨道普线 | 单轨6/8   | 运营中           | 一期，二期，南延伸段，空港线 |
| 4号线    | 盘桂路－民安大道－唐家沱－龙兴－石船                     | 轨道普线 | 6As       | 运营中           | 一期，二期 |
| 4号线    | 盘桂路－民安大道－唐家沱－龙兴－石船                     | 轨道普线 | 6As       | 四轮一批规划在建 | 西延伸段（盘桂路－民安大道） |
| 4号线    | 西永-石井坡-盘桂路                                       | 轨道普线 | 6As       | 四轮二批规划     | 过江段 |
| 5号线    | 悦港北路－园博中心－石桥铺－跳磴－鼎山                   | 轨道普线 | 6/7As     | 运营中           | 北延伸段（悦港北路－园博中心），一期北段（园博中心－大石坝），一期中段（大石坝－石桥铺），一期南段（石桥铺－跳磴），江跳线（跳磴－圣泉寺） |
| 5号线    | 悦港北路－园博中心－石桥铺－跳磴－鼎山                   | 轨道普线 | 6/7As     | 市郊铁路规划在建 | 江跳线过江段（圣泉寺－鼎山） |
| 6号线    | 重庆东站－茶园－上新街－礼嘉－北碚                       | 轨道普线 | 6B        | 运营中           | 一期，二期，国博线一期，国博线二期、东延伸段（重庆东站－刘家坪）                                                                           |
| 7号线    | 北碚－西永                                               | 轨道普线 | 6As       | 四轮一批规划在建 | 一期（金凤－科学城） |
| 7号线    | 北碚－西永                                               | 轨道普线 | 6As       | 2035规划         | 二期 |
| 8号线    | 龙兴－茶园－界石                                         | 轨道普线 | 待公布    | 四轮二批规划     | 一期（重庆东站－干坝子） |
| 8号线    | 龙兴－茶园－界石                                         | 轨道普线 | 待公布    | 远景规划         | 至界石段 |
| 9号线    | 新桥－沙坪坝－五里店－兴科大道－花石沟                   | 轨道普线 | 6/7As     | 运营中           | 一期（高滩岩－兴科大道），二期（兴科大道－花石沟）                                                                                         |
| 9号线    | 新桥－沙坪坝－五里店－兴科大道－花石沟                   | 轨道普线 | 6/7As     | 二轮规划在建     | 一期剩余段（新桥－高滩岩） |
| 10号线   | 兰花路－鲤鱼池－重庆北站北广场－江北机场T3航站楼－王家庄 | 轨道普线 | 6/7As     | 运营中           | 一期（鲤鱼池－王家庄），二期（后堡－鲤鱼池），二期剩余段（兰花路－后堡）                                                                   |
| 10号线   | 王家庄-蔡家                                              | 轨道普线 | 6/7As     | 四轮二批规划     | 过江段 |
| 11号线   | 蔡家－两路                                               | 轨道快线 | 待公布    | 远景规划         | |
| 12号线   | 大渡口－李家沱－渝中－观音桥－人和－空港                 | 轨道普线 | 待公布    | 2035规划         | |
| 13号线   | 水土－蔡家－沙坪坝                                       | 轨道普线 | 待公布    | 远景规划         | |
| 14号线   | 蔡家－悦来－空港                                         | 轨道普线 | 待公布    | 远景规划         | |
| 15号线   | 曾家-科学城－井口－礼嘉－汽博－江北机场-龙兴             | 轨道快线 | 6D        | 四轮一批规划在建 | 一期（九曲河东－两江影视城），二期（曾家－九曲河东）                                                                                       |
| 15号线   | 曾家-金凤；龙兴-明月湖                                   | 轨道快线 | 6D        | 四轮二批规划     | 三期（西延段及东延段） |
| 16号线   | 大竹林－重光－唐家沱                                     | 轨道普线 | 待公布    | 2035规划         | |
| 16号线   | 大竹林－重光－唐家沱                                     | 轨道普线 | 待公布    | 远景规划         | 至唐家沱段 |
| 17号线   | 西永－江津                                               | 轨道普线 | 6As       | 四轮一批规划     | 一期（石家院子－大学城） |
| 17号线   | 西永－江津                                               | 轨道普线 | 6As       | 远景规划         | 至江津段 |
| 18号线   | 大渡口－李家沱－渝中－弹子石－唐家沱                     | 轨道普线 | 6/7As     | 运营中           | 一期（跳磴南－富华路） |
| 18号线   | 大渡口－李家沱－渝中－弹子石－唐家沱                     | 轨道普线 | 6/7As     | 四轮一批规划在建 | 渝中延伸段（富华路－小什字） |
| 18号线   | 大渡口－李家沱－渝中－弹子石－唐家沱                     | 轨道普线 | 6/7As     | 2035规划         | 三期（小什字－石船镇） |
| 19号线   | 北碚－西永－西彭－江津                                   | 轨道快线 | 待公布    | 2035规划         | |
| 20号线   | 龙兴－鱼嘴－茶园－界石                                   | 轨道快线 | 待公布    | 2035规划         | |
| 21号线   | 金山寺－玉带山－大杨石－大渡口                           | 轨道普线 | 待公布    | 四轮二批规划     | |
| 22号线   | 蔡家－悦来－空港                                         | 轨道普线 | 待公布    | 远景规划         | |
| 23号线   | 观音桥－人和                                             | 轨道普线 | 待公布    | 远景规划         | |
| 24号线   | 沙坪坝－大杨石－南坪－茶园                               | 轨道普线 | 6As       | 四轮一批规划在建 | 一期（鹿角北－广阳湾） |
| 24号线   | 沙坪坝－大杨石－南坪－茶园                               | 轨道普线 | 6As       | 四轮二批规划     | 二期（沙坪坝－大杨石－鹿角北） |
| 25号线   | 沙坪坝－大杨石－李家沱                                   | 轨道普线 | 待公布    | 远景规划         | |
| 26号线   | 江津－西永－大渡口－观音桥－两路－龙兴                   | 轨道快线 | 待公布    | 四轮二批规划     | 衔接市域铁路永川线 |
| 27号线   | 璧山－西永－沙坪坝－渝中－茶园                           | 轨道快线 | 6D        | 四轮一批规划在建 | 衔接市域铁路璧铜线、南川线 |
| 28号线   | 北碚－观音桥－渝中－南坪－界石                           | 轨道快线 | 待公布    | 2035规划         | 衔接市域铁路綦江（万盛）线 |
| 29号线   | 西彭－大渡口－李家沱                                     | 轨道普线 | 待公布    | 2035规划         | |

## 视觉设计

### 导向系统
重庆轨道交通的视觉导向系统由曾设计JR东日本车站导向标识的GK设计公司设计。
- 1号线璧山站牌和车站信息栏
- 2号线、3号线牛角沱换乘通道
- 3号线四公里内线路图
- 3号线童家院子出口导向
- 4号线寸滩进站指示
- 10号线三亚湾线路方向指示
- 国博线、10号线悦来出口和换乘指示
- 环线奥体中心出口指示
- 环线重庆图书馆站牌和车站信息栏

### 线路识别色
重庆轨道交通线路识别色以潘通色卡为标准。
| 线路   | 识别色 | 潘通色号       |
| ------ | ------ | -------------- |
| 环线   | 柠檬黄 | Pantone 130 C  |
| 1号线  | 石榴红 | Pantone 185 C  |
| 2号线  | 森林绿 | Pantone 356 C  |
| 3号线  | 琉璃蓝 | Pantone 293 C  |
| 4号线  | 太阳橙 | Pantone 7413 C |
| 5号线  | 浅葱蓝 | Pantone 299 C  |
| 6号线  | 谦粉红 | Pantone 190 C  |
| 7号线  |        | Pantone 321 C  |
| 8号线  |        | Pantone 377 C  |
| 9号线  | 洋铁红 | Pantone 208 C  |
| 10号线 | 罗兰紫 | Pantone 267 C  |
| 11号线 |        | Pantone 673 C  |
| 12号线 |        | Pantone 584 C  |
| 13号线 |        | Pantone 457 C  |
| 14号线 |        | Pantone 1525 C |
| 15号线 |        | Pantone 2935 C |
| 16号线 |        | Pantone 7419 C |
| 17号线 |        | Pantone 7441 C |
| 18号线 | 松石绿 | Pantone 3255 C |
| 19号线 |        | Pantone 2935 C |
| 20号线 |        | Pantone 2935 C |
| 21号线 |        | Pantone 7739 C |
| 22号线 |        | Pantone 2214 C |
| 23号线 |        | Pantone 2292 C |
| 24号线 |        | Pantone 4025 C |
| 25号线 |        | Pantone 2101 C |
| 26号线 |        | Pantone 2935 C |
| 27号线 |        | Pantone 2935 C |
| 28号线 |        | Pantone 2935 C |
| 29号线 |        | Pantone 178 C  |
| 江跳线 | 远黛蓝 | Pantone 3005 C |
| 璧铜线 | 远黛蓝 | Pantone 3005 C |

### 线路文化主题
| 线路   | 文化主题 | 表现元素                 |
| ------ | -------- | ------------------------ |
| 1号线  | 人文风情 | 重庆人文缩影             |
| 2号线  | 巴渝文化 | 重庆久远的历史文化       |
| 3号线  | 寻常百姓 | 市井百态，真善美、和健礼 |
| 4号线  | 友好城市 | 开放的重庆、友好的重庆   |
| 5号线  | 印象重庆 | 重庆经典的城市形象       |
| 6号线  | 巴山渝水 | 重庆秀美山水的缩影       |
| 7号线  | 群英浩萃 | 最有代表性的重庆历史人物 |
| 8号线  | 古镇映辉 | 重庆古镇保护与变迁       |
| 9号线  | 民间文化 | 重庆的非物质文化遗产     |
| 10号线 | 速度重庆 | 重庆的快速发展与变化     |
| 环线   | 重庆记忆 | 老重庆的历史钩沉         |

## 事故

### 环线
- 2019年1月8日下午，环线海峡路站-南湖站区间隧道内人防门侵入限界[65]，导致途经此处的环线00014号列车与人防门发生碰擦事故，列车第一节车厢偏移并造成车头严重损毁，[66]并造成1名乘客和2名工作人员受伤，1名工作人员抢救无效死亡。海峡路站、南湖站和四公里站停运，环线剩余区间降速至最高时速40公里运营。[67]1月10日下午5时，环线所有车站恢复运营。[68]1月18日，环线恢复最高时速60公里运营。[69]
- 2022年1月18日中午，环线鹅公岩轨道大桥一根吊索叉耳螺杆出现异常，奥体中心站经谢家湾站至海峡路站区段暂停运营，谢家湾站停运，环线调整为开行奥体中心站经冉家坝站至海峡路站C字形运行交路，奥体中心站至海峡路站开行收费接驳公交。[70]
- 2022年2月13日下午，因外部环境影响，环线奥体中心站经陈家坪站至彩云湖站区段暂停运营，奥体中心站、陈家坪站、彩云湖站停运，加之上月停运的奥体中心站经谢家湾站至海峡路站区段仍未恢复运行，环线调整为开行二郎站经南桥寺站至海峡路站C字形运行交路，二郎站至海峡路站开行收费接驳公交。[71]

### 2号线
- 2005年5月26日晨，5号车在袁家岗站发生动力故障，清客后，后续6号车（现02006）顶推其前往大坪站折返线时发生脱钩。5号车失控，撞上大坪隧道折返线内的工程车。事故导致2人头部腰部受伤严重，4人受不同程度擦伤，2号线停运多日。事故没有导致乘客受伤。[72]
- 2021年2月22日下午约15时33分，02045车在佛图关-大坪区间遭一航拍飞行器撞击挡风玻璃上部，造成列车临时停车约一分钟后恢复正常运营。[73]

### 3号线
- 2011年12月19日，延伸段九公里道岔桥工地发生事故，工地脚手架被一辆客车撞击，使正在浇筑的桥墩垮塌，导致1人死亡，5人受伤。[74]
- 2016年2月18日，重庆轨道交通3号线一列车的乘客物品发生爆炸。经轨道分局干警在现场确认，爆炸物为乘客携带的蓄电池。事故没有造成人员伤亡。[75]

## 延伸阅读
- 沈晓阳. . 新浪微博. 重庆文史. 2016-03-01  [2022-10-06]. （原始内容存档于2022-10-06）.
- 周文安. . 新浪微博. 重庆文史. 2016-03-02  [2022-10-06]. （原始内容存档于2022-10-06）.